# Amblyomma goeldii
Amblyomma goeldii (лат.) — вид клещей рода Amblyomma из семейства Ixodidae. Южная Америка: Гайана. Большинство взрослых особей были собраны на муравьедах Tamandua tetradactyla и Myrmecophaga tridactyla, но также известна находка на собаках и змеях Boa constrictor и бушмейстере Lachesis mutus. Хозяева преимагинальных стадий неизвестны. Вид был впервые описан в 1899 году зоологом Л. Г. Ньюманном (Neumann, L. G. 1899). Есть старые неподтверждённые данные о находках на рептилиях и амфибиях в Бразилии, Колумбии, Суринаме и Французской Гвиане, приводимые для синонима Amblyomma ininii.